# 15 Dywizjon Rakietowy Obrony Powietrznej
15 dywizjon rakietowy Obrony Powietrznej (15 dr OP) – samodzielny pododdział Wojsk Obrony Przeciwlotniczej Sił Powietrznych
Dywizjon stacjonował w  Ciągowicach, podlegał dowódcy 1 Śląskiej Brygady Rakietowej Obrony Powietrznej. W 1998 dywizjon został rozformowany.

## Historia
Na podstawie Zarządzenia Szefa Sztabu Generalnego WP Nr 0012/Org. z dnia 9 lutego 1962 i rozkazu dowódcy 1. Korpusu OPK Nr 0030/Org. z 26 marca 1962, na bazie rozformowanych 96. i 89. pułków artylerii przeciwlotniczej przystąpiono do formowania dywizjonów rakietowych Dywizji Śląskiej. W tym i 15. do OPK m. Zawiercie (Ciągowice).
Pierwszym dowódcą dywizjonu został ppłk Andrzej Nowak. Zasadniczym sprzętem bojowym był zestaw PZR SA-75 Dzwina (do roku 1990) a następnie zestaw S-75M Wołchow (w latach 1990-1998).
Pierwsze strzelania bojowe, na poligonie w Aszułuku w ZSRR, dywizjon odbył w 1962 roku, dowódca ppłk Andrzej Nowak, ocena 5,00.
Kolejne strzelania bojowe dywizjon odbył w roku:
- 1966, dowódca mjr Witold Kowalski, ocena 4,00
- 1970, dowódca ppłk Witold Kowalski, ocena 4,00
- 1974, dowódca ppłk Witold Kowalski, ocena 4,87
- 1979, dowódca mjr Aleksander Burak, ocena 4,76
- 1986, dowódca mjr Aleksander Burak, ocena 4,82
- 1996, dowódca mjr Kazimierz Woźniak, ocena 4,75

Dywizjon, jako jedyny w 1. BR OP, był zwycięzcą Zawodów Użyteczno - Bojowych Wojsk Rakietowych WOPK
- 1980 (dowódca - ppłk Aleksander Burak, ocena 4,07)
- 1983 (dowódca - ppłk Aleksander Burak, ocena 4,32)

W roku 1964 wraz z 13 Dywizją, dywizjon włączony został w system dyżurów bojowych Wojsk OPK.

## Dowódcy dywizjonu
- ppłk Andrzej Nowak	od 1962 do 1965;
- ppłk Witold Kowalski	od 1965 do 1979;
- ppłk Aleksander Burak	od 1979 do 1989;
- ppłk Jerzy Andrzejak	od 1989 do 1991;
- mjr Kazimierz Woźniak	od 1991 do 1998.